# Ümit Özdağ

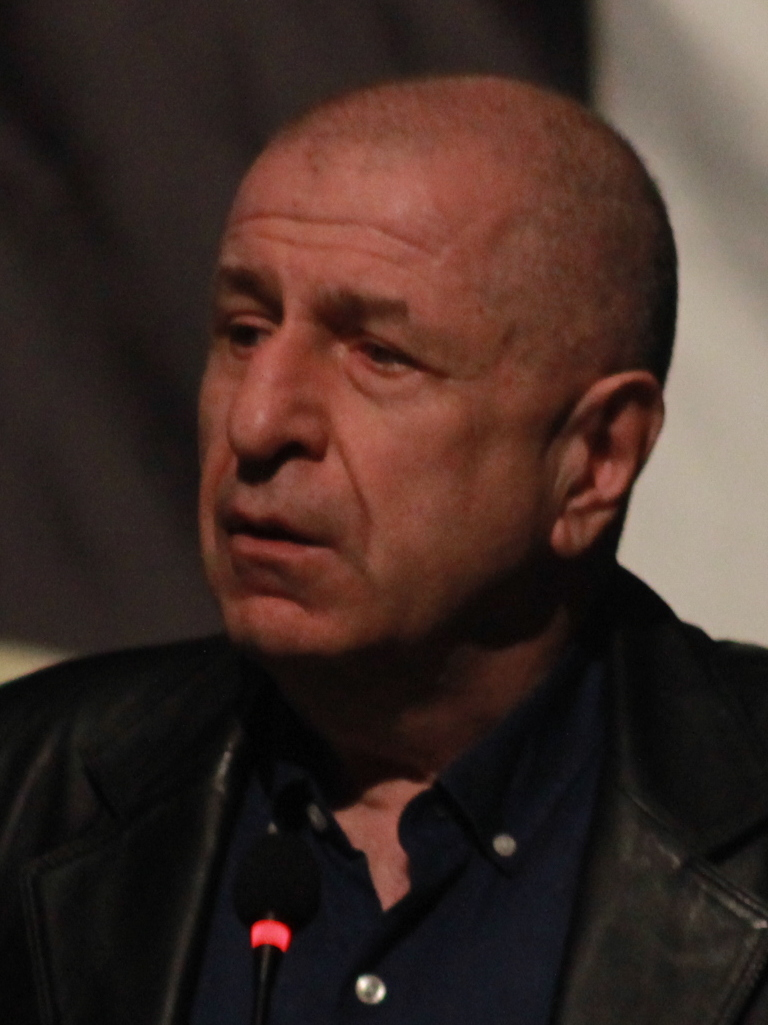
Ümit Özdağ, 2024

Ümit Özdağ (* 3. März 1961 in Tokio, Japan) ist ein türkischer Politiker, Vorsitzender der Zafer Partisi, Professor und Schriftsteller. Er ist seit dem 21. Januar 2025 im geschlossenen Gefängnis Typ-L in Silivri inhaftiert. Ihm werden „Beleidigung des Präsidenten“ und „Aufstachelung der Öffentlichkeit zu Hass und Feindseligkeit“ vorgeworfen.
Nach erfolgreichem Abschluss seines Studiums an der Ludwig-Maximilians-Universität München und der Gazi Üniversitesi in Ankara unterrichtete er viele Jahre an verschiedenen Universitäten. 1993 wurde er Privatdozent, 2001 Professor. Er gründete 1999 das Avrasya Stratejik Araştırmalar Merkezi, 2003 das Diyanet Araştırmaları Merkezi und 2006 das 21. Yüzyıl Türkiye Enstitüsü. Mit seinen Studien und Veröffentlichungen in diesen Think Tanks trug er zur Entwicklung der türkischen Außenpolitik bei. Er ist aktuell Vorstandsvorsitzender des 21. Yüzyıl Türkiye Enstitüsü.

## Frühe Jahre
Er wurde am 3. März 1961 als Sohn von Gönül Özdağ, der späteren ersten Vorsitzenden der MHP-Frauenabteilung, und Muzaffer Özdağ, einem Stabskapitän, der am Putsch vom 27. Mai 1960 teilnahm, geboren. Sein Vater, ein Freund von Alparslan Türkeş, wurde nach dem Putsch als Diplomat nach Tokio entsandt.
Er absolvierte ein grundständiges Studium der Politikwissenschaften, Philosophie und Wirtschaftswissenschaften an der Ludwig-Maximilians-Universität München. Seine Masterthesis befasste sich mit der geplanten Entwicklung in der Türkei und der staatlichen Planungsorganisation.

## Akademische Laufbahn
1986 begann er als wissenschaftlicher Mitarbeiter an der Fakultät für Wirtschafts- und Verwaltungswissenschaften der Gazi-Universität zu arbeiten. Er promovierte 1990 zu den „Armee-politischen Beziehungen in der Zeit von Atatürk und İnönü“. 1993 erhielt er den Titel eines außerordentlichen Professors für politische Theorie mit seiner Habilitation (Doçentlik) über die „Armee-politischen Beziehungen in der Zeit von Menderes und der Militäraktion vom 27. Mai“.
1994 begann er mit der Herausgabe und Redaktion der vierteljährlich erscheinenden Zeitschrift für Internationale Beziehungen und Strategische Studien namens Avrasya Dosyası. Seit Ende der 1980er Jahre forscht er zu Terrorismus und ethnischen Themen. 1995 führte er gesellschaftspolitische Feldstudien in Ost- und Südostanatolien und in den Provinzen ein, in die Einwanderung aus den Provinzen dieser Regionen stattfand.
Zwischen 1997 und 1998 forschte er zu Globalisierung und ethnischen Fragen in Eurasien an der Towson University in Baltimore, USA, und hielt Vorlesungen zu denselben Themen. 1999 gründete er das Zentrum für strategische Eurasische Studien (ASAM). Im Jahr 2000 gründete er das der ASAM angegliederte Institut für Armenische Studien. Bis 2004 war er Chairman des Board of Directors von ASAM. 2005 verließ er die Gazi-Universität.

## Politisches Leben
Özdağ war von 2010 bis 2016 Mitglied der MHP, später Gründungsmitglied der İyi Parti. Nach einem Zerwürfnis mit der Parteiführung gründete er am 26. August 2021 die Zafer Partisi, deren Vorsitzender er ist.
Regierungsnahe Medien zitierten ihn bei einem Parteitreffen in Antalya mit der Aussage, in den vergangenen tausend Jahren habe kein Kreuzzug dem türkischen Staat und Volk so viel Schaden zugefügt wie Präsident Recep Tayyip Erdoğan und seine Partei AKP. Ümit Özdağ wurde daraufhin am Abend des 21. Januar 2025 wegen des Vorwurfs der Präsidentenbeleidigung von der Polizei festgenommen. Nach fast fünf Monaten wurde Özdağ am 17. Juni 2025 aus der Haft entlassen.

## Privatleben
Er war mit Burçin Özdağ verheiratet und hat einen Sohn Alp Özdağ. Er spricht neben seiner Muttersprache Türkisch noch Deutsch und Englisch.

## Veröffentlichungen
- Atatürk ve İnönü Döneminde Ordu-Siyaset İlişkileri (2006)
- Değişen Dünya Dengeleri ve Basra Körfezi Krizi (1990)
- Menderes ve İnönü Döneminde Ordu-Siyaset İlişkileri ve 27 Mayıs İhtilali (1996)
- Türkiye, Kuzey Irak ve PKK - Bir Gayri Nizami Savaşın Anatomisi (1999)
- Türkiye-Avrupa Birliği İlişkileri (2003)
- Türkiye'de Düşük Yoğunluklu Çatışma ve PKK (2005)
- Yeniden Türk Milliyetçiliği (2006)
- Gelecek 1000 Yılda da Buradayız (2006)
- Kürtçülük Sorununun Analizi ve Çözüm Politikaları (2006)
- Türk Ordusunun PKK Operasyonları (2007)
- Kerkük, Irak ve Ortadoğu (2007)
- Türk Ordusunun Kuzey Irak Operasyonları (2008)
- Telafer-Bir Türkmen Kentinin Amerikan Ordusu ve Peşmer-gelere Karşı Savaşı (2008)
- İstihbarat Teorisi (2008)
- PKK Neden Bitmedi Nasıl Biter - Kürtçülük Sorununun Analizi ve Çözüm Politikaları (2008)
- Pusu ve Katliamların Kronolojisi (2009)
- Ermeni Psikolojik Savaşı - Dünyada ve Türkiye’de (Prof. Dr. Özcan Yeniçeri ile) (2009)
- Cumhuriyetin En Uzun Dört Yılından Geçerken Türk Sorunu (2010)
- Türk Ordusu PKK’yı Nasıl Yendi, Türkiye PKK’ya Nasıl Teslim Oluyor (2010)
- Doğu Raporu - Bölgede Türk Kimliği ve Türklük Algısı (İkbal Vurucu ve Ali Aydın Akbaş ile birlikte) (2011)
- İkinci Tek Parti Dönemi - AKP'nin Yumuşak Hegemon Parti Projesinin Anatomisi (2011)
- Küçük Orta Doğu: Suriye (2012)
- İstihbarat Dünyası (Kolektif, 2015)
- Kendi Ülkesinde Kuşatılan Ordu Türk Silahlı Kuvvetleri (Kripto Basın Yayın, 2019)
- Kaçınılmaz Çöküş (Destek Yayınları 2019)
- Türk Dış Politikasında Hasar Tespiti (2019)
- Saray Rejiminin Çöküşü ve Türkiye'nin Yükselişi (2021)